# Assumpció Oristrell i Salvà
Assumpció Oristrell y Salvà (Sabadell, 10 de agosto del 1956) es una pintora contemporánea.

## Biografía
Empezó a pintar desde muy joven e inició su formación artística en la Academia de Bellas Artes de Sabadell y en la Escuela Massana de Barcelona, entre 1974 y 1978, así como en el Círculo Artístico de San Lucas. Más adelante, entre 1982 y 1986 completó su formación con estudios de litografía y grabado en Barcelona. A finales de la década de los ochenta y principios de los noventa, sus obras, todavía muy pictóricas, eran composiciones de carácter geométrico con una evidente simplicidad formal y cromática, que hacían una interpretación personal del paisaje urbano. Las presentó en Sabadell, principalmente en la Academia de Bellas Artes y en la Galería Negro, donde la materia ya empezaba a ser un elemento importante de su lenguaje pictórico. En 1993, a la pintura y la materia se añadían, además, la impronta dejada por diferentes herramientas y materiales y el collage, que acontecerían recursos técnicos destacados. También participó en diferentes exposiciones colectivas, como las muestras Artistas sabadellencs por Bosnia (Museo de Arte de Sabadell, 1994) o Un mundo sin guerras (Ateneo de Cadaqués, 1996).
En las diferentes series y colecciones que ha ido elaborando aparecen una serie de temas y conceptos transversales, como por ejemplo la evocación de la Mediterranía a partir de elementos históricos (el mundo clásico y mítico) y culturales. Son un buen ejemplo las obras de la serie Mediterráneas que en 1997 presentó en la Galería Rosa Ventosa de Barcelona. La arquitectura también es un tema que ha aparecido en diferentes obras, sea como una estructura o como muestra de su fascinación por un periodo artístico y cultural determinado, como las que en 1996 mostró en la Galería Nido de Arte de Lausana. El diálogo entre culturas es otro motivo recurrente, que se hizo muy presente en la exposición Entre una orilla y la otra de 2012 en la Fundación Bosch y Cardellach de Sabadell.
Hay obras de Assumpció Oristrell en el Museo de Arte de Sabadell, entre las cuales figura el diseño para la cubierta de la revista Arraona que hizo en 1997.
En 2016 fue autora, junto con la ceramista Maria Bosch, de un plato de arte para el Memorial Àlex Seglers.